# 北斗華嚴寺
23°52′45″N 120°31′26″E / 23.879185°N 120.523774°E
北斗華嚴寺，是位於臺灣彰化縣北斗鎮光復里、大甲媽祖遶境進香活動唯一會停駕的佛寺。

## 沿革
1962年11月，在法師釋宏道指導下成立建寺委員會，由林生財擔任主委，大殿、禪房於次年3月開工，1964年11月落成。寺廟與北斗家商僅隔10公尺寬的光復路。昔日此寺方圓數百公尺內人煙稀少，還有亂葬崗，建成後信眾絡繹於途，帶來繁榮。此寺成為北斗地區等鄉鎮佛教徒念佛共修場所。
1973年4月，第一次召開信徒大會，選舉管理委員，同時成立第一屆管理委員會，由陳彩灼擔任主委，負責寺產管理。1985年先完成北面極樂殿、舍利殿、光明殿興建，供信徒寄骨、供奉祖先之用。1987年動工重建南面禪房，作為事務所、圖書館、會客室、禪房、廚房、餐廳等用途。1990年3月召開第三次信徒大會，選舉第二屆管理委員，由張協銘擔任第二屆主委。
原先佛殿為日式平房寺院，至1992年4月間信眾決議重建，1年8個月後新殿落成啟用。1994年12月8日舉行落成典禮，耗資新台幣五千二百萬元。

## 遶境

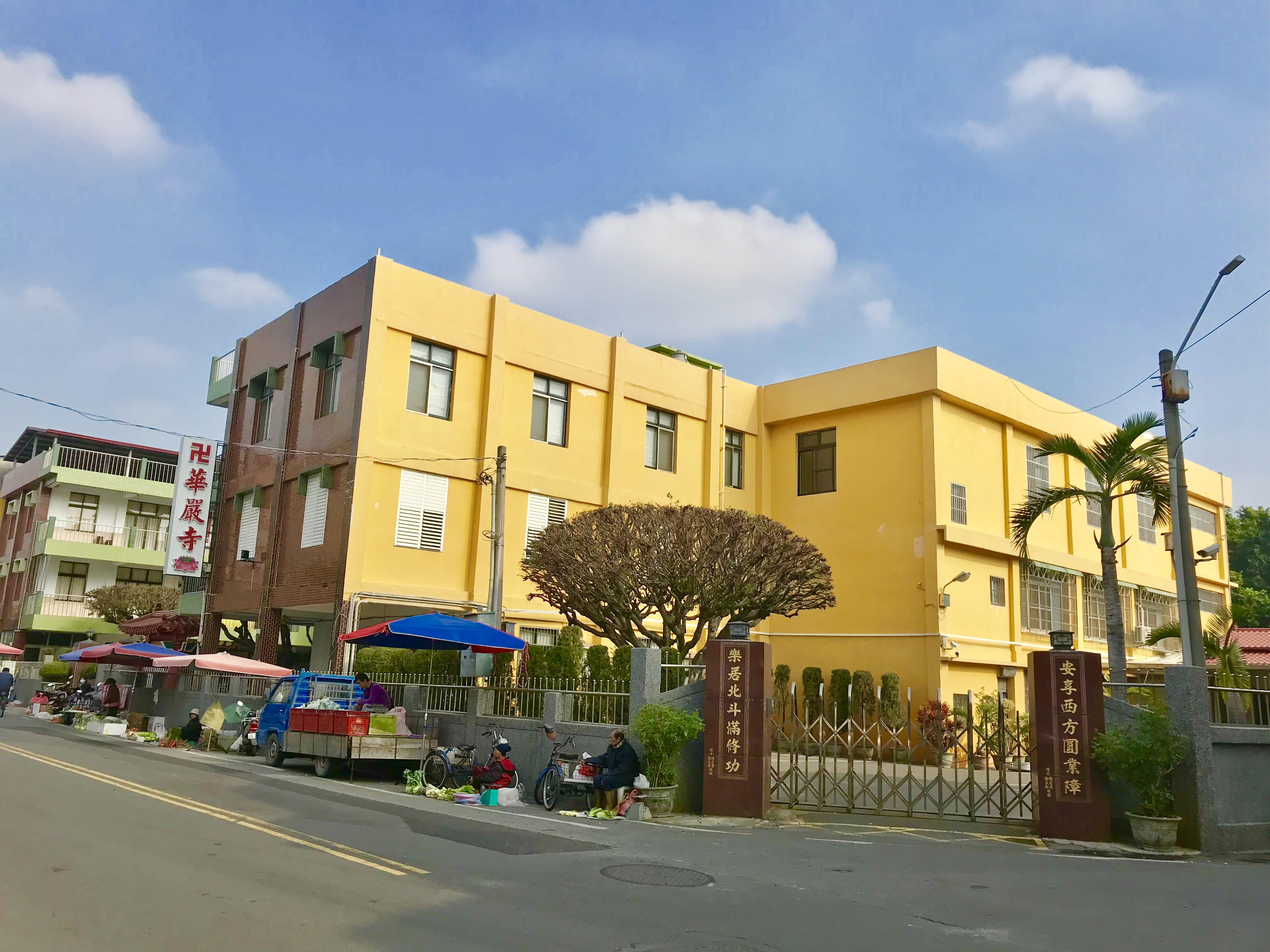
四周攤販

此寺是大甲媽祖遶境唯一停駕的佛教寺廟。地方耆老表示，華嚴寺未建成之前，北斗地區的佛教信徒借用北斗奠安宮觀音殿供修，因此讓此寺與媽祖有不解之緣。華巖寺管委會常委林三佑說，1960年，據說某位雲林縣議員和大甲鎮瀾宮發生摩擦，議員憤而叫西螺鎮民招待進香信徒吃葷以示抗議，鎮瀾宮決定臨時決定將改駐駕北斗，當時華嚴寺正好發起興建，佛教信徒全力安排接洽，令鎮瀾宮相當感動，結下良緣。一位資深的華嚴寺信徒在回憶過去物資較欠缺，見大甲媽祖信徒風塵僕僕且饑寒交迫，雖屬不同宗教，但華嚴寺仍然熱情提供吃住及休息場所，讓隨行信徒十分感激，彼此結緣。1962年，大甲鎮瀾宮進香遶境的駐駕過夜處增加北斗鎮奠安宮。

## 祭祀

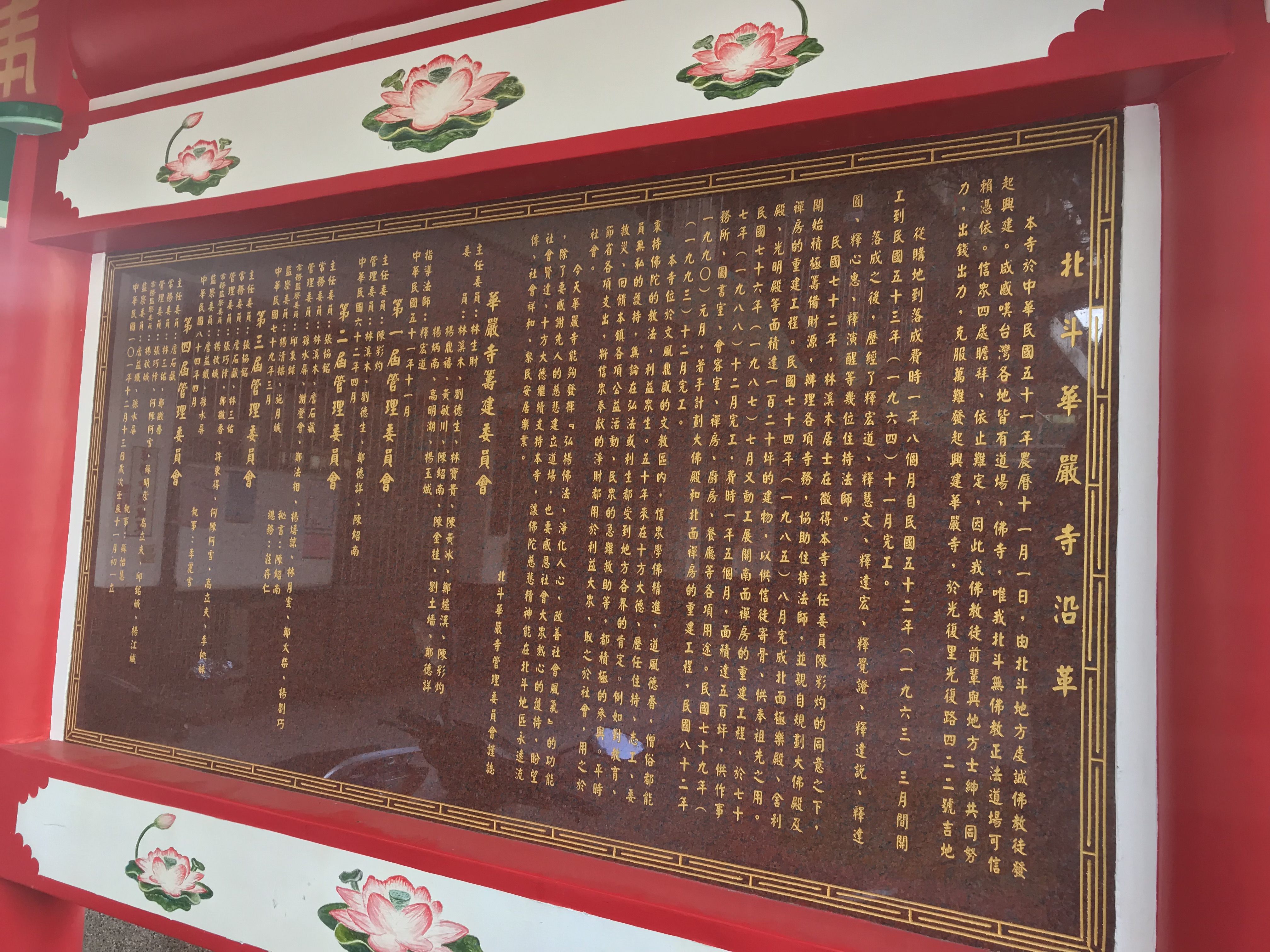
沿革

主祀釋迦牟尼佛，農曆四月初八釋迦牟尼佛誕辰日、十二月初八釋迦牟尼佛成道日。
建寺之初就陸續供奉信徒的祖先牌位、塔位，到2012年報導時，已有近九千座牌位，導致早期供奉在位置較後面的家屬見不到祖先牌位。為方便家屬祭祀，寺方建立虛擬牌位，只要照縣籍、鄉鎮市、姓氏逐步查詢，牌位就顯現在供桌前的螢幕上。

## 參考文獻

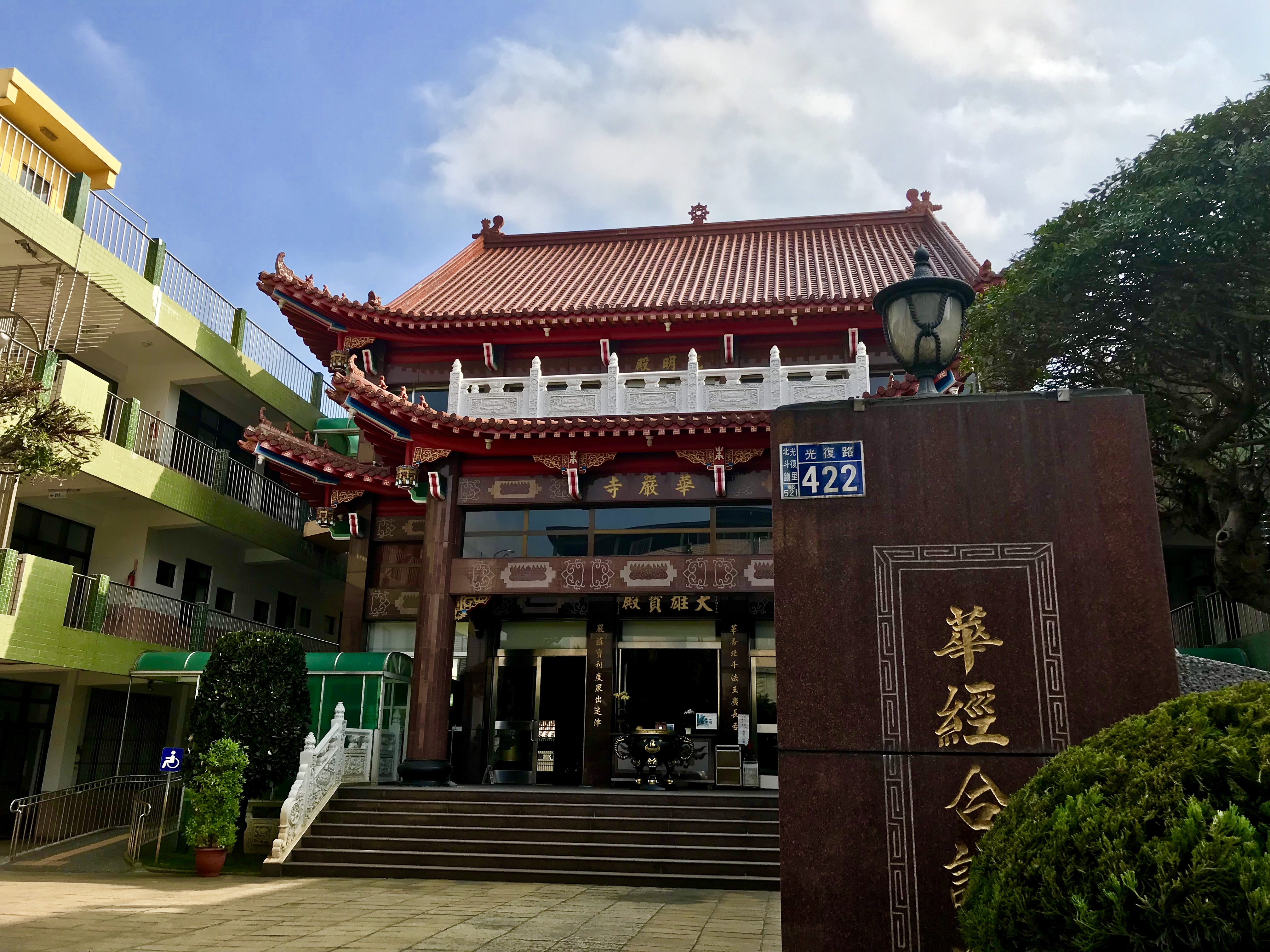
門牌為光復里光復路422號。

## 外部連結
- 北斗華嚴寺的Facebook專頁